# Parmotrema lopezii
Parmotrema lopezii är en lavart som beskrevs av Hale. Parmotrema lopezii ingår i släktet Parmotrema och familjen Parmeliaceae.   Inga underarter finns listade i Catalogue of Life.